# Ла-Шапель-д’Аланьон
Ла-Шапе́ль-д’Аланьо́н (фр. La Chapelle-d'Alagnon, окс. La Chapelle d'Alagnon) — коммуна во Франции, находится в регионе Овернь. Департамент — Канталь. Входит в состав кантона Мюра. Округ коммуны — Сен-Флур.
Код INSEE коммуны — 15041.
Коммуна расположена приблизительно в 420 км к югу от Парижа, в 80 км южнее Клермон-Феррана, в 45 км к северо-востоку от Орийака.

## Население
Население коммуны на 2008 год составляло 240 человек.
| 1962 | 1968 | 1975 | 1982 | 1990 | 1999 | 2008 |
| ---- | ---- | ---- | ---- | ---- | ---- | ---- |
| 256  | 264  | 239  | 246  | 236  | 250  | 240  |

## Администрация
| Период | Период | Фамилия     | Партия | Примечания |
| ------ | ------ | ----------- | ------ | ---------- |
| 2001   | 2008   | Мари Лубьер |        |            |
| 2008   |        | Филип Кудон |        |            |

## Экономика
В 2007 году среди 154 человек в трудоспособном возрасте (15—64 лет) 113 были экономически активными, 41 — неактивными (показатель активности — 73,4 %, в 1999 году было 71,8 %). Из 113 активных работали 109 человек (57 мужчин и 52 женщины), безработных было 4 (1 мужчина и 3 женщины). Среди 41 неактивных 13 человек были учениками или студентами, 20 — пенсионерами, 8 были неактивными по другим причинам.

## Достопримечательности
- Замок Жарруссе (XV век). Памятник истории с 1992 года[3]